# Саркосцифа западная
Саркосцифа западная, или прямостоящая алая чаша, или западная алая чаша (лат. Sarcoscypha occidentalis) — вид сумчатых грибов рода Саркосцифа (Sarcoscypha). Плодовое тело гриба до 2 см в диаметре, ярко-красного цвета на тонкой беловатой ножке длиной 1—3 см. Сапрофит, растёт во влажных местах, на мёртвой древесине, покрытой опавшей листвой или почвой. Распространён в Северной Америке к востоку от Скалистых гор, в Центральной Америке, на Карибских островах и в Азии. Molliardiomyces occidentalis является несовершенным грибом вида, у которого в биологическом цикле отсутствует стадия полового размножения.

## Синонимы
- Geopyxis occidentalis (Schwein.) Morgan
- Molliardiomyces occidentalis Paden
- Peziza occidentalis Schwein.basionym
- Plectania occidentalis (Schwein.) Seaver